# 狄氏卷管螺
狄氏卷管螺（学名：Gemmula kieneri），是新腹足目卷管螺科珠环卷管螺属的一种。主要分布于越南、中国大陆、台湾，常栖息在浅海沙底、潮下带。